# Voivodato de Pomerania Occidental

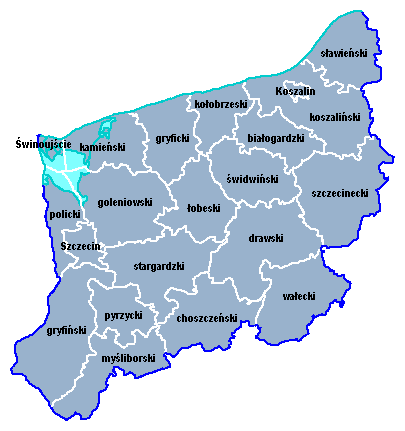
Divisiones administrativas del voivodato.

El voivodato de Pomerania Occidental (en polaco: Województwo Zachodniopomorskie) es una de las 16 provincias (voivodatos) que conforman Polonia, según la división administrativa del año 1998.

## Divisiones
Ciudades-distrito
- Szczecin - 410.815
- Koszalin - 107.783
- Świnoujście - 40.912

Distritos
- Distrito de Stargard - 119.402
- Distrito de Gryfino -  82.813
- Distrito de Goleniów - 78.738
- Distrito de Szczecinek - 77.232
- Distrito de Kołobrzeg - 76.106
- Distrito de Myślibórz - 67.412
- Distrito de Police - 64.147
- Distrito de Koszalin -  64.087
- Distrito de Gryfice - 60.775
- Distrito de Drawsko - 58.073
- Distrito de Sławno - 57.643
- Distrito de Wałcz - 54.640
- Distrito de Choszczno - 50.068
- Distrito de Świdwin - 48.920
- Distrito de Białogard - 48.240
- Distrito de Kamień - 47.604
- Distrito de Pyrzyce - 39.931
- Distrito de Łobez - 38.232